# Baltic Dirty Tanker Index
Der Baltic Dirty Tanker Index (BDTI) wird von der Baltic Exchange in London veröffentlicht und ist ein wichtiger Preisindex für das weltweite Verschiffen von Erdöl auf Standardrouten.

## Konzept
Der Baltic Dirty Tanker Index (BDTI) wird von Montag bis Freitag um 13:00 Uhr UTC (14:00 Uhr MEZ) von der Baltic Exchange, 1744 in London gegründet, veröffentlicht und aus den standardisierten Angaben verschiedener Marktteilnehmer ermittelt. Untergruppen des Index berücksichtigen 17 Hauptschifffahrtsrouten und erfassen die Kosten für Zeitcharter für vier Schiffsklassen (VLCC, Suezmax, Aframax und Panamax).
Die Ölnachfrage und damit auch die Frachtraten von Erdöl hängen primär vom Wachstum des Bruttosozialprodukts, von strukturellen Veränderungen der Wirtschaft und vom technischen Fortschritt sowie der Entwicklung des Ölpreises ab. Die Indexentwicklung beeinflussen neben den Schwankungen des zur Verfügung stehenden Schiffsladeraums auch Hafenkapazitäten, Bedarfsschwankungen (strenger Winter in Europa und den USA), sowie neue Nachfragemärkte wie Volksrepublik China und Indien.
Der Index wird an der Baltic Exchange nicht gehandelt. Anders als die Märkte für Aktien und Anleihen ist der BDTI frei von Spekulation. Zwischen den Forward Freight Agreements (FFAs) auf den BDTI und dem Index selbst ist keine Arbitrage möglich. FFAs sind Frachtderivate und können nicht an der Börse gehandelt werden.
Die Frachtraten werden ausschließlich aus den Angaben von Schiffsmaklern, Reedern und Charterern ermittelt. In den Preis fließen nur die reale Nachfrage und das reale Angebot für den Transport von Erdöl auf Standardrouten ein. Im Gegensatz zu den Wirtschaftsdaten unterliegen die Daten des BDTI keinen nachträglichen Änderungen. Mit der Methode, wie der Index ermittelt wird, sind Manipulationen nicht möglich. Die täglichen Aktualisierungen erfolgen in Realzeit.

## Geschichte

### Historischer Überblick
Am 20. April 1998 berechnete die Baltic Exchange zum ersten Mal den Baltic International Tanker Routes Index (BITR) und teilte diesen drei Jahre später, am 1. Oktober 2001, in den Baltic Dirty Tanker Index (BDTI) und den Baltic Clean Tanker Index (BCTI) auf. Der BDTI erfasst Tanker, die ungereinigte Ladung wie Rohöl transportieren, der BCTI dagegen Tanker, die gereinigte Ladung wie Ölprodukte (Benzin, Diesel, Heizöl oder Kerosin) transportieren.
1998 begann der OTC-Handel mit Terminkontrakten auf Frachtraten in Form von Tanker-FFAs.
Ein weltweiter Konjunktureinbruch und der damit einhergehende Nachfragerückgang im
Schiffsverkehr sowie Überkapazitäten ließen den Baltic Dirty Tanker Index am 20. August 2002 mit 619 Punkten auf einen historischen Tiefststand fallen.
Aufgrund einer hohen Nachfrage nach Öl stiegen 2004 die Frachtraten für Tanker. Supertanker in der Klasse zwischen 200.000 und 320.000 Tonnen brachten den Eignern Spotraten von bis zu 230.000 Dollar täglich ein. Am 17. November 2004 markierte der BDTI mit 3.194 Punkten ein Allzeithoch.
2008 führte die internationale Finanzkrise, die 2007 in der US-Immobilienkrise ihren Ursprung hatte, zu einer weltweiten Rezession. Wegen der geringeren Nachfrage kam es vor allem ab Ende des dritten Quartals 2008 zu starken Preisrückgängen bei den Frachtraten von Erdöl. Am 15. April 2009 sank der Index mit einem Schlussstand von 453 Punkten auf ein Allzeittief. Der Verlust seit dem 23. Juli 2008 (2.347 Punkte) beträgt 80,7 Prozent.
Am 15. Januar 2010 stand der Index bei 1.216 Punkten und damit um 168,4 Prozent höher als am 15. April 2009.

### Jährliche Entwicklung
Nachfolgend sind die jährlichen Höchst-, Tiefst- und Schlussstände sowie die jährliche Performance seit 1999 aufgeführt.
| Jahr  | Höchststand | Tiefststand | Schlussstand | Veränderung in % |
| ----- | ----------- | ----------- | ------------ | ---------------- |
| 1999  | 1.077       | 643         | 1.077        |                  |
| 2000  | 2.287       | 922         | 2.287        | 112,3            |
| 2001  | 2.033       | 746         | 845          | −63,1            |
| 2002  | 1.449       | 619         | 1.311        | 55,1             |
| 2003  | 2.267       | 740         | 2.267        | 72,9             |
| 2004  | 3.194       | 1.083       | 2.100        | −7,4             |
| 2005  | 2.254       | 973         | 2.154        | 2,6              |
| 2006  | 1.893       | 951         | 1.463        | −32,1            |
| 2007  | 1.535       | 765         | 2.143        | 46,5             |
| 2008  | 2.347       | 968         | 1.243        | −42,0            |
| 2009  | 849         | 453         | 814          | −34,5            |
| 2010  | 1.216       | 678         | 1.043        | 28,1             |
| 2011  | 1.065       | 657         | 930          | −10,8            |
| 2012¹ | 879         | 604         | 764          | −17,8            |

¹ 31. Dezember 2012